# Echinostoma ilocanum
Espèce
Echinostoma ilocanum est une petite douve parasite des chiens, chats et rats des champs qui, chez l'homme, donne la distomatose intestinale bénigne de Java, des Philippines et de Sulawesi.
L'infection est le plus souvent asymptomatique.

## Morphologie
L'adulte, gris rosé, charnu, est un ovale allongé de 5 mm sur 1 mm, couvert d'épines.

## Biologie
Fixé à la muqueuse du grêle, il pond des œufs ovalaires à clapet, de 95 sur 65 microns, qui s'éliminent avec les selles. Les hôtes intermédiaires sont ici tous les deux des mollusques aquatiques : planorbe pour le premier et, pour le deuxième dans lequel vont s'enkyster les métacercaires infectieux, soit un operculé (Pila conica), soit un bivalve (moule). L'homme s'infecte en mangeant crus ces coquillages.

## Clinique
L'affection est bénigne ou asymptomatique dans la plupart des cas. Quelques infestations massives donnent une diarrhée avec ventre douloureux, céphalées et éosinophilie marquée.

## Diagnostic
On recherche dans les selles les œufs caractéristiques qui s'enrichissent bien par les méthodes courantes, on peut également y trouver des adultes rejetés par intermittence.

## Traitement
Le tétrachloréthylène ou la niclosamide, à réserver aux seuls cas notables.